# Інтерлейкін-7
IL7 (англ. Interleukin 7) – білок, який кодується однойменним геном, розташованим у людей на короткому плечі 8-ї хромосоми. Довжина поліпептидного ланцюга білка становить 177 амінокислот, а молекулярна маса — 20 187.
Розташований на хромосомі 8q12-13,17 охоплює 6 екзонів і має відкриту рамку зчитування з 534 пар основ (177 амінокислот), включаючи 25-амінокислотний сигнальний пептид18. 
Гомологія між людською та мишачою послідовністю IL-7 становить 81% у кодуючих областях і приблизно від 60% до 70% у 5' та 3' некодуючих областях. Хоча людський IL-7 має активність у мишачих клітинах, мишачий IL-7 не може стимулювати людські пре-В-клітини. Послідовність людського IL-7 передбачає молекулярну масу 17,4 кД, але глікозилювання призводить до активного білка 25 кД. IL-7 класифікується як коротколанцюговий цитокін типу 1 із сімейства гемопоетинів, (група, яка також включає IL-2, IL-3, IL-4, IL-5, гранулоцитарний макрофаг-колонієстимулюючий фактор (GM-CSF)). ), IL-9, IL-13, IL-15, M-CSF і фактор стовбурових клітин (SCF).
| 10         |  | 20         |  | 30         |  | 40         |  | 50         |
| ---------- |  | ---------- |  | ---------- |  | ---------- |  | ---------- |
| MFHVSFRYIF |  | GLPPLILVLL |  | PVASSDCDIE |  | GKDGKQYESV |  | LMVSIDQLLD |
| SMKEIGSNCL |  | NNEFNFFKRH |  | ICDANKEGMF |  | LFRAARKLRQ |  | FLKMNSTGDF |
| DLHLLKVSEG |  | TTILLNCTGQ |  | VKGRKPAALG |  | EAQPTKSLEE |  | NKSLKEQKKL |
| NDLCFLKRLL |  | QEIKTCWNKI |  | LMGTKEH    |  |            |  |            |

A: Аланін

C: Цистеїн

D: Аспарагінова кислота

E: Глутамінова кислота

F: Фенілаланін

G: Гліцин

H: Гістидин

I: Ізолейцин

K: Лізин

L: Лейцин

M: Метіонін

N: Аспарагін

P: Пролін

Q: Глутамін

R: Аргінін

S: Серин

T: Треонін

V: Валін

W: Триптофан

Кодований геном білок за функціями належить до цитокінів, факторів росту. 
Задіяний у такому біологічному процесі, як альтернативний сплайсинг. 
Секретований назовні.
Інтерлейкін - 7, або IL-7 відомий як цитокін, отриманий зі стромальних клітин, який відіграє ключову роль для адаптативної імунної системи. Він сприяє розвитку лімфоцитів у кістковому мозку та тимусі, окрім цього сприяє гомеостазу Т-клітин пам'яті на периферії.
Продукується стромальними клітинами кісткового мозку. Є ростовим фактором пре-В та пре-Т лімфоцитів. 

## Функції

### Дозрівання лімфоцитів
IL-7 стимулює диференціювання мультипотентних (плюрипотентних) гемопоетичних стовбурових клітин у лімфоїдні клітини -попередники (на відміну від мієлоїдних клітин-попередників, де диференціація стимулюється IL-3 ).  Він також стимулює проліферацію всіх клітин лімфоїдної лінії ( В-клітин, Т-клітин і NK-клітин ).  Це важливо для проліферації на певних стадіях дозрівання В-клітин, виживання, розвитку та гомеостазу Т- і NK-клітин. 
ІЛ-7 є цитокіном, важливим для розвитку В- і Т-клітин. Цей цитокін і фактор росту гепатоцитів ( HGF ) разом утворюють гетеродимер, який функціонує як пре-про-В-клітинний фактор стимуляції росту. Встановлено, що цей цитокін є кофактором для перегрупування V(D)J бета-рецептора Т-клітин (TCRß) під час раннього розвитку Т-клітин.  Цей цитокін може вироблятися локально епітеліальними та епітеліальними келихоподібними клітинами кишечника та може бути регуляторним фактором для лімфоцитів слизової оболонки кишечника.  

### Передача сигналу IL-7

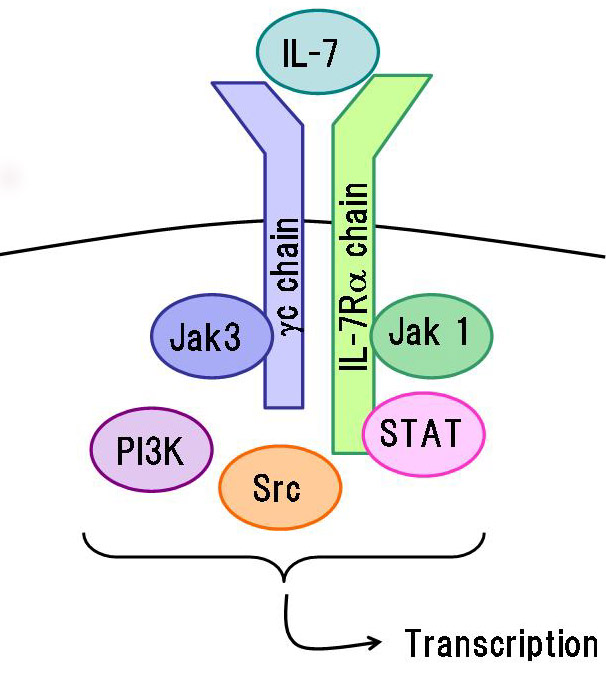
Рецептор IL-7 і сигналінг, загальний ланцюг γ (синій) і рецептор IL-7 α (зелений)

ІЛ-7 зв’язується з рецептором ІЛ-7, гетеродимером, що складається з рецептора альфа інтерлейкіну-7 і рецептора загального гамма-ланцюга .  Зв’язування призводить до каскаду сигналів, важливих для розвитку Т-клітин у тимусі та виживання на периферії. Нокаутовані миші, у яких генетично відсутній рецептор IL-7, демонструють атрофію тимуса, зупинку розвитку Т-клітин та важку лімфопенію . Введення IL-7 мишам призводить до збільшення числа нещодавніх емігрантів з тимусу, збільшення В- і Т-клітин і посилення відновлення Т-клітин після введення циклофосфаміду або після трансплантації кісткового мозку.

## Захворювання

### Рак
IL-7 сприяє виникненню гематологічних злоякісних новоутворень (гострого лімфобластного лейкозу, Т-клітинної лімфоми). 

### Вірусні інфекції
Підвищені рівні IL-7  були виявлені в плазмі ВІЛ-інфікованих пацієнтів . 

## Клінічне застосування
IL-7 як імунотерапевтичний агент досліджувався в багатьох доклінічних дослідженнях на тваринах і нещодавно був досліджений в клінічних випробуваннях на людях для лікування різних злоякісних новоутворень і під час ВІЛ-інфекції .  

### Рак
Рекомбінантний IL-7 безпечно вводили пацієнтам у кількох клінічних дослідженнях I та II фази. Дослідження IL-7 на людях у хворих на рак продемонструвало, що введення цього цитокіну може тимчасово порушити гомеостаз як CD8+, так і CD4+ T-клітин із відповідним зниженням відсотка CD4+CD25+Foxp3+ T-клітин.  Об’єктивної регресії раку не спостерігалося, однак у цьому дослідженні не було досягнуто обмежуючої дози токсичності (DLT) через розвиток нейтралізуючих антитіл проти рекомбінантного цитокіну .

### ВІЛ-інфекція
Застосування разом  з антиретровірусною терапією, введення IL-7 зменшувало локальне та системне запалення у пацієнтів з неповним відновленням Т-клітин. Ці результати свідчать про те, що терапія IL-7 може покращити якість життя цих пацієнтів. 

### трансплантація
IL-7 також може бути корисним для покращення відновлення імунітету після трансплантації алогенних стовбурових клітин . 
Тварини, які отримували IL-7, продемонстрували збільшення кількості Т-клітин CD4+, CD3+, а також CD8+, CD3+ у крові після фаз лікування погіршення реакції на вакцинацію за допомогою рекомбінантного мавпячого інтерлейкіну-7, або фізіологічним розчином відповідно до двофазового режиму. 
Лікування не було пов'язано ні з втратою кісткової маси (зважаючи на рівень карбоксикінцевого телопептиду колагену І типу (ІСТР)), ні з нейтропенією. 
Збільшення Т-клітин спостерігалося після обох фаз лікування. Окрім цього було помічене тимчасове збільшення кількості Т-клітин CD62L+ CD45RA+) (для підгрупи CD4+, а також  для CD8+ лише після першого лікування)
Підвищення рівня TREC на Т-клітину спостерігалося після обох фаз лікування, але було більш тривалим після другої фази. Після вакцинації інактивованим штамом грипу A/PR/8/34 аналізи інгібування гемаглютинації показали, що у половини тварин, які отримували IL-7, спостерігалося більш ніж восьмикратне збільшення титру антитіл після першого введення вакцини. Крім того, тварини, які отримували IL-7, продемонстрували більшу кількість CD8+ T-клітин центральної пам’яті порівняно з рівнями попереднього лікування, причому їх кількість була більшою, ніж у групі, яку отримували фізіологічний розчин. Тварини з найвищими титрами інгібування гемаглютинації та найкращою проліферацією проти антигену грипу були серед тих із найвищими рівнями TREC на Т-клітину після другої фази лікування. Лікування літніх людей IL-7 може забезпечити ефективну терапію для покращення імунної системи. 

Нещодавно було показано, що збірка комплексу B-клітинного антигенного рецептора (BCR) регулює проліферацію, спричинену IL-7, оскільки про-B-клітини мишей RAG2−/−, у яких відсутній пре-B-клітинний рецептор, мають підвищений поріг для чутливості IL-7 на стадії про-В-клітин і нездатності припинити чутливість IL-7 на стадії до В-клітин.67,71 Таким чином, В-клітини, що розвиваються, стають тимчасово сприйнятливими до IL-7-індукованих проліферативні та трофічні ефекти на пре-В-клітинній стадії, пов’язані з перегрупуванням BCR. Однак після цього моменту жорсткий контроль ефектів, викликаних IL-7, відбувається шляхом підвищення порога сигналізації IL-7 у присутності BCR.
Чи діє IL-7 безпосередньо, індукуючи перегрупування BCR, чи сприяє перебудові антигенного рецептора опосередковано, діючи як трофічний фактор, що підвищує виживання клітин, які зазнають перегрупування гена BCR, було суперечливим питанням у розвитку B-клітин. Corcoran et al72 виявили порушення перебудови гена імуноглобуліну в IL-7Rα−/− мишей, але D-J та V-D-J перегрупування локусу важкого ланцюга були виявлені у IL-7−/−мишей.73 Однак експресія цитоплазматичної μ була знижена в IL -7−/−, γc−/− та Jak3−/− мишей, що свідчить про те, що IL-7 може брати участь у цитоплазматичній експресії μ після перегрупування.
Можливим поясненням цієї невідповідності було те, що відсутність сигналізації іншого передбачуваного фактора, який використовує IL-7Rα, була відповідальною за порушення перегрупування генів у IL-7Rα−/− мишей. Дійсно, використовуючи систему in vitro, Corcoran et al74 продемонстрували безпосередню роль IL-7Rα у сприянні перебудови гена імуноглобуліну. Переносячи мутовані форми гена IL-7Rα в IL-7Rα−/− мишей, вони ідентифікували залишок тирозину в цитоплазматичному домені IL-7Rα, який необхідний для передачі сигналу PI3-кінази. Мутації в цьому місці скасували проліферацію, але зберегли здатність опосередковувати перебудову гена імуноглобуліну, що вимірюється експресією μ білка. Таким чином, здається, що передача сигналу через IL-7Rα може відігравати механічну роль у перегрупуванні імуноглобуліну, і залишається можливим, що TSLP або інша молекула, яка ще не ідентифікована, може індукувати ці ефекти у IL-7−/− мишей. Крім того, ці дослідження продемонстрували, що принаймні 2 різні сигнальні шляхи, опосередковані IL-7Rα, по-різному регулюють проліферацію В-клітин, що розвиваються, і механічні ефекти на перебудову BCR.